# Le rive della Marna
Le rive della Marna è un dipinto a olio su tela (65 × 81 cm) realizzato tra il 1888 ed il 1890 dal pittore francese Paul Cézanne. È conservato nel Museo dell'Ermitage di San Pietroburgo.

## Descrizione
Per dipingere "en plein air", Cézanne era solito recarsi in campagna, dove poteva trovare ispirazione e soggetti per le sue opere. Il quadro ritrae un villino di campagna immerso nel verde, lungo le coste della Marna, uno dei fiumi che percorre l'Île-de-France.